# Diables Rouges de Briançon
O Diables Rouges de Briançon é um time de hóquei no gelo.

## Fatos
Cidade: Briançon, Altos-Alpes, França
Fundação: Em 1935
Apelidos: Diables Rouges de Briançon
Arena: Patinoire René Froger